# BzK星系
BzK星系是篩選出的恆星形成星系，或在天文物理學基於光度學，被動的經由B、z和K光度頻帶篩選出的星系。
依據最初的定義，選擇的標準如下：
- 恆星形成BzK (sBzK)星系滿足：{\displaystyle BzK\equiv (z-K)_{AB}-(B-z)_{AB}\geq -0.2}
- 被動BzK (pBzK) 星系滿足：{\displaystyle BzK<-0.2} and {\displaystyle (z-K)_{AB}>2.5}